# Кальницкий, Иван Сергеевич
Иван Сергеевич Кальницкий (23 июня 1923 — 27 сентября 2006) — председатель колхоза имени XXII съезда КПСС Тульчинского района Винницкой области, Украинская ССР. Герой Социалистического Труда (1971). Депутат Верховного Совета УССР 9—11 созыва.

## Биография
Родился 23 июня 1923 года в селе Гранов Гайсинского района, Винницкой области в крестьянской семье. С сентября 1941 года служил рядовым в Красной армии, позднее возглавил подпольную организацию. С декабря 1942 по январь 1944 года — рядовой, политрук взвода и партизанского отряда имени Ленина Второй партизанской бригады, которая действовала на территории Винницкой и Киевской областей.
С марта 1944 по 1946 год — председатель колхоза имени Кирова села Гранов Гайсинского района Винницкой области.
В 1948 году вступил в ВКП(б).
С 1946 по 1962 год — председатель колхоза «III Интернационал», председатель колхоза имени Ленина села Петрашовка Шпиковского района (ныне — Тульчинский район) Винницкой области, директор Соколецкого мельничного объединения Винницкой области.
С 1962 по 1976 год — председатель колхоза имени XXII съезда КПСС села Петрашовка Тульчинского района Винницкой области.
С 1976 по 1991 год — председатель укрупнённого колхоза имени XXV съезда КПСС села Печера Тульчинского района Винницкой области.
В 1978 году окончил экономический факультет Украинской сельскохозяйственной академии.
Избирался депутатом Верховного Совета УССР 9—11 созывов.
С 1991 по 1999 год — председатель частного сельскохозяйственного предприятия «Печера» села Печера Тульчинского района Винницкой области.
После выхода на пенсию проживал в селе Печера Тульчинского района, где скончался 27 сентября 2006 года.
Муж актрисы театра и кино Людмилы Алфимовой.

## Награды
- Герой Социалистического Труда — указом Президиума Верховного Совета СССР от 8 апреля 1971 года
- Орден Ленина — дважды
- Орден Трудового Красного Знамени
- Орден Октябрьской Революции
- Орден Отечественной войны I степени (06.04.1985)[2]
- Орден Богдана Хмельницкого 3 степени
- Заслуженный работник сельского хозяйства УССР
- Лауреат Почётной грамоты Президента Украины